# Парисатида (жена Александра)
Парисати́да (также Париса́тис, др.-греч. Παρύσατις; предположительно, убита в 323 году до н. э., Сузы, Македония) — древнегреческая передача имени одной из дочерей персидского царя Артаксеркса III. В 324 году до н. э., одновременно со своей родственницей Статирой, стала 3-й женой Александра Македонского. Убита, предположительно, по приказу Роксаны (первой жены Александра) в 323 году до н. э.

## Биография
Артаксеркса III, отца Парисатиды, убили в 338 году до н. э. Вероятно, после его смерти Парисатида и её сёстры продолжали жить при персидском дворе. Во время кампании Дария III против Александра Парисатида вместе с другими членами персидской элиты сопровождалa персидскую армию. После битвы при Иссе в 333 году до н. э. Парисатида и многие из её родственников были захвачены в Дамаске македонским военачальником Парменионом.
По словам Флавия Арриана, в 324 году до н. э. Александр взял в жёны Парисатиду в ходе свадьбы в Сузах. В тот же день Александр женился на Статире — старшей дочери Дария III. Этими свадьбами Александр укрепил свои связи с обеими ветвями династии Ахеменидов. Свадебные торжества длились пять дней. В течение этого времени 90 других знатных персиянок стали жёнами македонских и греческих воинов.
Возможно, Парисатида осталась в Сузах с женщинами семьи Дария, а Александр возглавил военный поход в Индию. После бракосочетания с Александром Великим о Парисатиде нет никаких письменных свидетельств, однако, некоторые исследователи (в частности, Элизабет Доннелли Кэрни) утверждали, что Плутарх ошибочно определил Парисатиду как сестру принцессы Дрипетиды. В истории Плутарха после смерти Александра, в 323 году до н. э., его первая жена Роксана приказала убить Дрипетиду и её сестру, чтобы укрепить положение на троне своего сына Александра IV. Кэрни полагала, что Парисатида была лучшей целью «в качестве жертвы убийства». Парисатида была женой Александра и существовала вероятность того, что она могла быть беременной, и таким образом, представляла угрозу для Роксаны.